# 19e étape du Tour de France 1998
Pour un article plus général, voir Tour de France 1998.
La dix-neuvième étape du Tour de France a eu lieu le 31 juillet 1998 entre La Chaux-de-Fonds en Suisse et Autun sur 242 km de course.

## Récit
L'équipe TVM ne prend pas le départ de la course.

Magnus Bäckstedt offre à la Suède sa première victoire d'étape sur le Tour de France et à son équipe Gan la dernière victoire de son histoire, qui deviendra l'équipe Crédit agricole le 3 août 1998.

Bäckstedt devance au sprint ses trois derniers compagnons d'échappée Maarten den Bakker, Eddy Mazzoleni et Pascal Deramé. Ces 4 coureurs se sont extraits d'un groupe plus important de 13 coureurs. Le peloton, réduit à seulement 83 unités en raison des nombreux retraits d'équipes, termine avec 16 min 38 s de retard.

## Classement de l'étape
| \| Classement de l'étape \| Classement de l'étape \| Classement de l'étape \| Classement de l'étape \| Classement de l'étape \| \| Coureur \| Coureur \| Pays \| Équipe \| Temps \| \| --------------------- \| --------------------- \| --------------------- \| --------------------- \| --------------------- \| \| 1er \| Magnus Bäckstedt \| Suède \| Gan \| 5 h 10 min 14 s \| \| 2e \| Maarten den Bakker \| Pays-Bas \| Rabobank \| + 0 s \| \| 3e \| Eddy Mazzoleni \| Italie \| Saeco-Cannondale \| + 0 s \| \| 4e \| Pascal Deramé \| France \| US Postal Service \| + 0 s \| \| 5e \| Frédéric Guesdon \| France \| La Française des jeux \| + 25 s \| \| 6e \| Fabio Sacchi \| Italie \| Polti \| + 25 s \| \| 7e \| Jacky Durand \| France \| Casino \| + 25 s \| \| 8e \| Alain Turicchia \| Italie \| Asics-CGA \| + 25 s \| \| 9e \| Stuart O'Grady \| Australie \| Gan \| + 25 s \| \| 10e \| Thierry Gouvenou \| France \| BigMat-Auber 93 \| + 25 s \| |                    |           |                       |                 |
| |                    |           |                       |                 |
| |                    |           |                       |                 |
| Classement de l'étape |                    |           |                       |                 |
| Coureur | Coureur            | Pays      | Équipe                | Temps           |
| 1er | Magnus Bäckstedt   | Suède     | Gan                   | 5 h 10 min 14 s |
| 2e | Maarten den Bakker | Pays-Bas  | Rabobank              | + 0 s           |
| 3e | Eddy Mazzoleni     | Italie    | Saeco-Cannondale      | + 0 s           |
| 4e | Pascal Deramé      | France    | US Postal Service     | + 0 s           |
| 5e | Frédéric Guesdon   | France    | La Française des jeux | + 25 s          |
| 6e | Fabio Sacchi       | Italie    | Polti                 | + 25 s          |
| 7e | Jacky Durand       | France    | Casino                | + 25 s          |
| 8e | Alain Turicchia    | Italie    | Asics-CGA             | + 25 s          |
| 9e | Stuart O'Grady     | Australie | Gan                   | + 25 s          |
| 10e | Thierry Gouvenou   | France    | BigMat-Auber 93       | + 25 s          |

## Classement général
À la suite de cette étape au terme de laquelle les leaders du classement général ont terminés dans le peloton, pas de changement en tête des tablettes. l'Italien Marco Pantani (Mercatone Uno-Bianchi) devance toujours l'Américain Bobby Julich (Cofidis) et l'Allemand Jan Ullrich (Deutsche Telekom).
| \| Classement général \| Classement général \| Classement général \| Classement général \| Classement général \| \| Coureur \| Coureur \| Pays \| Équipe \| Temps \| \| ------------------ \| ------------------ \| ------------------ \| ------------------------------- \| ------------------ \| \| 1er \| Marco Pantani \| Italie \| Mercatone Uno-Bianchi \| 87 h 58 min 43 s \| \| 2e \| Bobby Julich \| États-Unis \| Cofidis-Le Crédit par Téléphone \| + 5 min 42 s \| \| 3e \| Jan Ullrich \| Allemagne \| Deutsche Telekom \| + 5 min 56 s \| \| 4e \| Christophe Rinero \| France \| Cofidis-Le Crédit par Téléphone \| + 8 min 01 s \| \| 5e \| Michael Boogerd \| Pays-Bas \| Rabobank \| + 8 min 05 s \| \| 6e \| Jean-Cyril Robin \| France \| US Postal Service \| + 12 min 34 s \| \| 7e \| Roland Meier \| Suisse \| Cofidis-Le Crédit par Téléphone \| + 13 min 19 s \| \| 8e \| Daniele Nardello \| Italie \| Mapei-Bricobi \| + 13 min 36 s \| \| 9e \| Bjarne Riis \| Danemark \| Deutsche Telekom \| + 14 min 45 s \| \| 10e \| Giuseppe Di Grande \| Italie \| Mapei-Bricobi \| + 15 min 13 s \| |                    |            |                                 |                  |
| |                    |            |                                 |                  |
| |                    |            |                                 |                  |
| Classement général |                    |            |                                 |                  |
| Coureur | Coureur            | Pays       | Équipe                          | Temps            |
| 1er | Marco Pantani      | Italie     | Mercatone Uno-Bianchi           | 87 h 58 min 43 s |
| 2e | Bobby Julich       | États-Unis | Cofidis-Le Crédit par Téléphone | + 5 min 42 s     |
| 3e | Jan Ullrich        | Allemagne  | Deutsche Telekom                | + 5 min 56 s     |
| 4e | Christophe Rinero  | France     | Cofidis-Le Crédit par Téléphone | + 8 min 01 s     |
| 5e | Michael Boogerd    | Pays-Bas   | Rabobank                        | + 8 min 05 s     |
| 6e | Jean-Cyril Robin   | France     | US Postal Service               | + 12 min 34 s    |
| 7e | Roland Meier       | Suisse     | Cofidis-Le Crédit par Téléphone | + 13 min 19 s    |
| 8e | Daniele Nardello   | Italie     | Mapei-Bricobi                   | + 13 min 36 s    |
| 9e | Bjarne Riis        | Danemark   | Deutsche Telekom                | + 14 min 45 s    |
| 10e | Giuseppe Di Grande | Italie     | Mapei-Bricobi                   | + 15 min 13 s    |

## Classements annexes
| Classement par points | Classement par points | Classement par points | Classement par points | Classement par points |
| Coureur               | Coureur               | Pays                  | Équipe                | Points                |
| --------------------- | --------------------- | --------------------- | --------------------- | --------------------- |
| 1er                   | Erik Zabel            | Allemagne             | Deutsche Telekom      | 305 pts               |
| 2e                    | Stuart O'Grady        | Australie             | Gan                   | 200 pts               |
| 3e                    | Tom Steels            | Belgique              | Mapei-Bricobi         | 186 pts               |
| 4e                    | Robbie McEwen         | Australie             | Rabobank              | 174 pts               |
| 5e                    | François Simon        | France                | Gan                   | 131 pts               |

| Classement par points | Classement par points | Classement par points | Classement par points | Classement par points |
| Coureur               | Coureur               | Pays                  | Équipe                | Points                |
| --------------------- | --------------------- | --------------------- | --------------------- | --------------------- |
| 1er                   | Erik Zabel            | Allemagne             | Deutsche Telekom      | 305 pts               |
| 2e                    | Stuart O'Grady        | Australie             | Gan                   | 200 pts               |
| 3e                    | Tom Steels            | Belgique              | Mapei-Bricobi         | 186 pts               |
| 4e                    | Robbie McEwen         | Australie             | Rabobank              | 174 pts               |
| 5e                    | François Simon        | France                | Gan                   | 131 pts               |

| Classement de la montagne | Classement de la montagne | Classement de la montagne | Classement de la montagne       | Classement de la montagne |
| Coureur                   | Coureur                   | Pays                      | Équipe                          | Points                    |
| ------------------------- | ------------------------- | ------------------------- | ------------------------------- | ------------------------- |
| 1er                       | Christophe Rinero         | France                    | Cofidis-Le Crédit par Téléphone | 200 pts                   |
| 2e                        | Marco Pantani             | Italie                    | Mercatone Uno-Bianchi           | 175 pts                   |
| 3e                        | Alberto Elli              | Italie                    | Casino                          | 165 pts                   |
| 4e                        | Cédric Vasseur            | France                    | Gan                             | 156 pts                   |
| 5e                        | Stéphane Heulot           | France                    | La Française des jeux           | 152 pts                   |

| Classement de la montagne | Classement de la montagne | Classement de la montagne | Classement de la montagne       | Classement de la montagne |
| Coureur                   | Coureur                   | Pays                      | Équipe                          | Points                    |
| ------------------------- | ------------------------- | ------------------------- | ------------------------------- | ------------------------- |
| 1er                       | Christophe Rinero         | France                    | Cofidis-Le Crédit par Téléphone | 200 pts                   |
| 2e                        | Marco Pantani             | Italie                    | Mercatone Uno-Bianchi           | 175 pts                   |
| 3e                        | Alberto Elli              | Italie                    | Casino                          | 165 pts                   |
| 4e                        | Cédric Vasseur            | France                    | Gan                             | 156 pts                   |
| 5e                        | Stéphane Heulot           | France                    | La Française des jeux           | 152 pts                   |

| Classement du meilleur jeune | Classement du meilleur jeune | Classement du meilleur jeune | Classement du meilleur jeune    | Classement du meilleur jeune |
| Coureur                      | Coureur                      | Pays                         | Équipe                          | Temps                        |
| ---------------------------- | ---------------------------- | ---------------------------- | ------------------------------- | ---------------------------- |
| 1er                          | Jan Ullrich                  | Allemagne                    | Deutsche Telekom                | 88 h 06 min 44 s             |
| 2e                           | Christophe Rinero            | France                       | Cofidis-Le Crédit par Téléphone | + 2 min 05 s                 |
| 3e                           | Giuseppe Di Grande           | Italie                       | Mapei-Bricobi                   | + 9 min 17 s                 |
| 4e                           | Kevin Livingston             | États-Unis                   | Cofidis-Le Crédit par Téléphone | + 24 min 34 s                |
| 5e                           | Jörg Jaksche                 | Allemagne                    | Polti                           | + 26 min 47 s                |

| Classement du meilleur jeune | Classement du meilleur jeune | Classement du meilleur jeune | Classement du meilleur jeune    | Classement du meilleur jeune |
| Coureur                      | Coureur                      | Pays                         | Équipe                          | Temps                        |
| ---------------------------- | ---------------------------- | ---------------------------- | ------------------------------- | ---------------------------- |
| 1er                          | Jan Ullrich                  | Allemagne                    | Deutsche Telekom                | 88 h 06 min 44 s             |
| 2e                           | Christophe Rinero            | France                       | Cofidis-Le Crédit par Téléphone | + 2 min 05 s                 |
| 3e                           | Giuseppe Di Grande           | Italie                       | Mapei-Bricobi                   | + 9 min 17 s                 |
| 4e                           | Kevin Livingston             | États-Unis                   | Cofidis-Le Crédit par Téléphone | + 24 min 34 s                |
| 5e                           | Jörg Jaksche                 | Allemagne                    | Polti                           | + 26 min 47 s                |

| Classement par équipes | Classement par équipes          | Classement par équipes | Classement par équipes |
| Équipe                 | Équipe                          | Pays                   | Temps                  |
| ---------------------- | ------------------------------- | ---------------------- | ---------------------- |
| 1re                    | Cofidis-Le Crédit par Téléphone | France                 | 263 h 55 min 14 s      |
| 2e                     | Casino                          | France                 | + 19 min 36 s          |
| 3e                     | US Postal Service               | États-Unis             | + 39 min 03 s          |
| 4e                     | Deutsche Telekom                | Allemagne              | + 44 min 09 s          |
| 5e                     | Lotto-Mobistar                  | Belgique               | + 58 min 30 s          |

| Classement par équipes | Classement par équipes          | Classement par équipes | Classement par équipes |
| Équipe                 | Équipe                          | Pays                   | Temps                  |
| ---------------------- | ------------------------------- | ---------------------- | ---------------------- |
| 1re                    | Cofidis-Le Crédit par Téléphone | France                 | 263 h 55 min 14 s      |
| 2e                     | Casino                          | France                 | + 19 min 36 s          |
| 3e                     | US Postal Service               | États-Unis             | + 39 min 03 s          |
| 4e                     | Deutsche Telekom                | Allemagne              | + 44 min 09 s          |
| 5e                     | Lotto-Mobistar                  | Belgique               | + 58 min 30 s          |

## Abandons
équipe TVM
Steven de Jongh (non-partant)
Serguei Ivanov (non-partant)
Servais Knaven (non-partant)
Sergueï Outschakov (non-partant)
Bart Voskamp (non-partant)